# Бенковски (Старозагорская область)
Бенковски (болг. Бенковски) — село в Болгарии. Находится в Старозагорской области, входит в общину Стара-Загора. Население составляет 137 человек.

## Политическая ситуация
Бенковски подчиняется непосредственно общине и не имеет своего кмета.
Кмет (мэр) общины Стара-Загора — Светлин Танчев (Граждане за европейское развитие Болгарии (ГЕРБ)) по результатам выборов.